# هفستیون
هفستیون یا هفایستیون (به انگلیسی: Hephaestion) اشراف‌زادهٔ مقدونی که از دوران کودکی دوست صمیمی اسکندر مقدونی بود و با او روابط عاطفی داشت. وی در فاصلهٔ سال‌های ۳۲۴ تا ۳۵۶ پیش از میلاد می‌زیست. او همچنین از سرداران برجستهٔ یونان بود که بر ساخت و احداث شهرها و مهاجرنشین‌ها در باختر، آسیای میانه و هند نظارت داشت. اسکندر او را پاتروکلوس من (دوست آشیل قهرمان یونانی) می‌خواند. هفستیون در ۳۲۴ پیش از میلاد با دختر کوچکتر داریوش سوم، دری‌په‌تیس خواهرزن اسکندر وصلت کرد.
او در همان سال در هگمتانه، پایتخت تازه متصرف‌شدهٔ مادها، در مجلسی که به مناسبت پیروزی‌های اسکندر برپا شده بود، به‌طور ناگهانی درگذشت. پس از این واقعه اسکندر سرزمین‌های اطراف همدان را به باد غارت گرفت و مردم آن سامان را به انتقام مرگ محبوبش از دم تیغ گذراند و نام این کار را قربانی برای هفستیون گذاشت. پس از آن دستور داد تا مقبره‌ای عالی برای آن دوست گرانقدرش بسازند و برای این کار ده‌هزار تالان مقرر کرد.